# Adelaide Crapsey

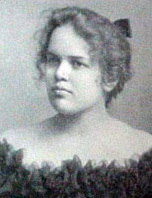
Adelaide Crapsey (um 1900)

Adelaide Crapsey (* 9. September 1878 in New York City; † 8. Oktober 1914 in Rochester) war eine US-amerikanische Dichterin.

## Leben
Adelaide Crapsey wurde 1878 in New York City als drittes von neun Kindern des episkopalen Pfarrers Algernon Sidney Crapsey (1847–1927) und seiner Ehefrau Adelaide Trowbridge geboren. Zum Zeitpunkt ihrer Geburt war ihr Vater an der New Yorker Trinity Church tätig, wurde aber 1879 nach Rochester in den Norden des Bundesstaates New York versetzt, wohin ihm die Familie nachfolgte. Adelaide Crapsey wurde später auf eine weiterführende Schule in Kenosha geschickt und besuchte anschließend das Vassar College, das sie 1901 erfolgreich abschloss. Zu dieser Zeit begann sie, erste Gedichte zu verfassen, die sich inhaltlich oftmals um männliche Bekanntschaften drehten. Nach ihrem Abschluss unterrichtete sie von 1902 bis 1904 Geschichte und Literatur an ihrer früheren Schule in Kenosha, ehe sie 1904 nach Rom reiste, um dort für ein Jahr Unterricht an der American School of Classical Studies zu nehmen. Ende 1905 kehrte sie nach Rochester zurück, um ihrem Vater bei einem kirchenrechtlichen Prozess wegen Häresievorwürfen beizustehen.
1906 nahm Crapsey eine Stelle als Lehrerin für Geschichte und Literatur an einer weiterführenden Schule in Stamford (Connecticut) an, einer Stadt nordöstlich von New York City. Als sie jedoch 1908 schwer erkrankte, unterbrach sie dort ihre Beschäftigung und konzentrierte sich auf ihre Erholung. Eine erhellende Diagnose konnte zunächst nicht gestellt werden. Um wieder zu Kräften zu kommen, reiste Crapsey ab Ende 1908 nach Europa, wo sie Frankreich, Italien und England besuchte und intensive Studien der englischen Dichtung betrieb. Als sie 1911 wieder in die Vereinigten Staaten zurückkehrte, wurde bei ihr Tuberkulose diagnostiziert. Diese Information hielt sie zunächst vor ihrer Familie geheim; stattdessen arbeitete sie als Poetikdozentin am Smith College, ehe ein gesundheitlicher Zusammenbruch im Sommer 1913 ihre Verfassung offenbarte. Crapsey zog sich daraufhin in Edward Livingston Trudeaus Sanatorium in Saranac Lake in den Adirondack Mountains zurück. In dieser Zeit erreichte ihre Dichtkunst ihre Hochphase. Zugleich stellte sie eine Auswahl ihrer Gedichte für eine erste Anthologie zusammen. Ohne dass sich ihr Gesundheitszustand gebessert hatte, kehrte Crapsey im August 1914 zu ihrer Familie nach Rochester zurück, wo sie zwei Monate später im Alter von 36 Jahren verstarb. Der Großteil ihres Nachlasses ist heute im Besitz der University of Rochester.

## Werk
Crapseys Werk besteht zum einen aus einer theoretischen Arbeit und zum anderen aus ihren eigenen Gedichten. In ihrer theoretischen Arbeit untersuchte sie den Anteil von einsilbigen und mehrsilbigen Wörtern in der englischsprachigen Dichtung, unter anderem anhand von Werken von Alfred Lord Tennyson, Algernon Charles Swinburne und Francis Thompson. Crapsey versuchte so nachzuweisen, dass sich die englischsprachige Prosa nicht von einem niederen Zustand hin zu einer hohen Version entwickelt habe, sondern es vielmehr unterschiedliche Sprachfärbungen abhängig von regionalen Dialekten gebe. Ihre eigene Poetik zeichnete sie sich durch eine originelle Gedichtform namens cinquain aus, die sie in Anlehnung an japanische Gedichtformen wie das Haiku und das Tanka entwickelt hatte. Jedes dieser Gedichte umfasste fünf sich nicht reimende Verse mit dem Silbenschema 2–4–6–8–2 und einem akzentuierenden Versprinzip. Inhaltlich behandelte sie in vielen ihrer Gedichte das Sterben und den Tod, inspiriert durch ihre eigene Krankheit. Insgesamt umfasst Crapsey dichterisches Werk nicht mehr als 100 Gedichte.
Abgesehen von wenigen Gedichten in Zeitungen oder Schuljahrbüchern blieb ihr Werk zu Lebzeiten unveröffentlicht. Nach ihrem Tod trugen zwei enge Freundinnen – die Dramatikerin Jean Webster und die Ökonomin Esther Lowenthal – Sorge, dass Crapseys Werk publiziert wurde. Lowenthal bereitete insbesondere die Veröffentlichung von Crapseys theoretischer Studie zur Metrik der englischsprachigen Lyrik für die Veröffentlichung vor, die 1918 unter dem Titel A Study in English Metrics erschien. Die Publikation ihrer Gedichte wurde in die Hände von Claude Bragdon gelegt, der in seinem Privatverlag 1915 unter dem Titel Verse  eine erste Auflage des noch von Crapsey selbst konzipierten Gedichtbandes veröffentlichte. Diese Auflage enthielt 63 ihrer Gedichte. Zwei mit jeweils noch unpublizierten Gedichten erweiterte Neuauflagen erschienen 1922 und 1934 bei Alfred A. Knopf, jeweils mit einem Vorwort von Bragdon und einer Einleitung von Webster. Eine Gesamtausgabe von Crapseys Werk erschien 1977, ergänzt um einen kurzen biografischen Abriss, der von der Herausgeberin Susan Sutton Smith verfasst wurde.

## Veröffentlichungen
Lyrik
- Verse. The Manas Press, Rochester 1915.
- Verse. Mit einem Vorwort von Claude Bragdon und einer Einleitung von Jean Webster. Alfred A. Knopf, New York 1922.
- Verse. Mit einem Vorwort von Claude Bragdon und einer Einleitung von Jean Webster. Alfred A. Knopf, New York 1934.

Theoretische Schriften
- A Study in English Metrics. Alfred A. Knopf, New York 1918.

Gesamtausgaben
- Susan Sutton Smith (Hrsg.): The Complete Poems and Collected Letters of Adelaide Crapsey. State University of New York Press, Albany 1977. ISBN 0-87395-342-8.